# 赤铸山路站
赤铸山路站为中华人民共和国安徽省芜湖市镜湖区银湖中路与赤铸山路交口北侧的一座单轨车站，属于芜湖轨道交通1号线。2021年11月3日投入运营。

## 车站结构
赤铸山路站为地上三层车站，一层为出入口，二层为车站大堂，三层为车站站台，设有两个侧式站台，并设有半高屏蔽门。

### 车站楼层
| 地上三层 | 侧式站台，右側開门 | 侧式站台，右側開门           |
| 地上三层 | 轨道（西）         | █ 1号线往白马山（赭山路）    |
| 地上三层 | 轨道（东）         | █ 1号线往保顺路（天门山路）  |
| 地上三层 | 侧式站台，右側開门 |                              |
| 地上二层 | 站厅               | 客服中心、自动售票机、验票机 |
| 地面     | 出入口             | 1-3出入口                    |

## 车站出口
赤铸山路站共设3个出口，各出口及周围设施如下所示：
|                           |      |              |                                                                                          |
| 出口编号                  | 照片 | 地点         | 可到达目的地                                                                             |
| 出口 · 1L · 升降机标志    |      | 银湖中路东侧 | 中国燃气、大富新村                                                                       |
| 出口 · 2L · 扶手电梯标志  |      | 银湖中路西侧 | 枣园小区、芜湖市田家炳实验中学、桃园新村、三园小学、美华大院、花园村、通达新村、杏园小区 |
| 出口 · 3L · 扶手电梯标志  |      | 银湖中路东侧 | 中国燃气、福海家具、蓝天小区、园丁小区、培智学校、利达新村                               |
| 註： 設有 \| 設有扶手電梯 |      |              |                                                                                          |

## 接驳交通

### 公交车
- 大富新村：5、13、19、101、106路
- 田家炳实验中学：1、3、9、18、24、25、43路
- 福海家具西：1、3、5、9、13、14、17、18、19、24、25、30、101、102、106路
- 福海家具北：14、17、30、43、102路